# Burgstelle Espach
Die Burgstelle Espach, die mögliche Burg Freudeneck, bezeichnet eine abgegangene Höhenburg auf 678,7 m ü. NN nördlich der Stadt Mühlheim an der Donau im Landkreis Tuttlingen in Baden-Württemberg.

## Geschichte
Von dieser Burg existieren bis heute keine urkundlichen Nachweise, der heutige Name Espach stammt von einem nordöstlich gelegenen gleichnamigen Flurstück. Der mögliche historische Name der Burg ist Freudeneck, im Jahr 1610 wird ein Acker Auf Freudeneck am Burgstall auf dem Scheibenbühl erwähnt. Ein erster Hinweis auf eine Burg an dieser Stelle stammt aus dem Jahr 1879. Damals wurde in der Tuttlinger Oberamtsbeschreibung erwähnt, dass die Burgstelle als Zwischenlagerplatz für Baumaterial beim Bau der zwischen 1754 und 1756 errichteten Wallfahrtskirche Maria Hilf diente.
Von der Spornburg hat sich nur noch ein hufeisenförmiger Wall mit Außengraben und einem weiteren vorgelegten Wall erhalten. An höchster Stelle auf dem Burgstall, und unmittelbar am Hauptwall gelegen, befinden sich heute Schutthügel, hier befand sich früher wahrscheinlich ein Gebäude, möglicherweise ein Turm an der Angriffsseite der Burg.